# آلکساندروف، شهرستان پیاسچنو
الکساندرا، بخش پیاسزنو (به لاتین: Aleksandrów, Piaseczno County) یک منطقهٔ مسکونی در لهستان است که در Gmina Góra Kalwaria واقع شده‌است.